# 스티븐 쿡
스티븐 아서 쿡(Stephen Arthur Cook, 1939년 12월 14일~ )은 미국의 전산학자이다.
1971년 ACM 《SIGACT Symposium on the Theory of Computing》에 실린 논문 〈The Complexity of Theorem Proving Procedures〉에서 NP-완전의 개념을 확립한 것으로 유명하다. 이 논문에 들어있는 쿡의 정리는 충족 가능성 문제가 NP-완전임을 증명하는 것이다. 이 논문에서 P와 NP가 같은지를 질문했는데 이를 P-NP 문제라고 부르며, 컴퓨터 과학의 가장 중요한 문제로 밀레니엄 문제 중 하나이기도 하다.

## 경력
- 1961년 미시간 대학 학사학위
- 1962년 하버드 대학 석사학위
- 1966년 하버드 대학 박사학위
- 1982년 ACM 튜링상 수상
- (2004년 기준) 토론토 대학 수학과 교수